# Беатриче Портинари
Беатриче „Биче“ ди Фолко Портинари била је фирентинска дама и главна инспирација Дантеу Алигијерију за Нови живот. Беатриче се такође појављује као његов водич кроз Божанствену комедију - у последњој књизи Рај, и последња четири певања Чистилишта. Одатле она смењује латинског песника Вергилија јер је он паганин, који не може да уђе у Рај, као и због тога што је инкарнација блажене лепоте, као што јој и име говори (божанска визија).

## Биографија
Иако није била непозната, научници прихватају, углавном, традицију да се Беатриче Портинари идентификује са оном Беатриче коју је Данте волео. Ђовани Бокачо у првом коментару на „Комедију“ експлицитно говори о овој жени. Јасних докумената о њеном животу је увек недостајало. Једини прави доказ је тестамент Фолка Портинарија из 1287. у коме каже: " ..item d. Bici filie sue et uxoris d. Simonis del Bardis reliquite ..., lib.50 ad floren" - односно, мираз кћерки која се удала за Симонеа деи Бардија. Фолко Портинари је био богати банкар, рођен у Portico di Romagna. Преселио се у Фиренцу и живео у кући близу Дантеове са својих 6 кћери. Фолко је, такође, давао значајне прилоге болници Santa Maria Nuova. Беатриче је, браком, била повезана са другом великом банкарском породицом, Барди.

## Беатриче и Данте
Данте говори како је срео Беатриче са девет година, када га је отац одвео у кућу Портинаријевих у мају. Она је имала осам година - била је годину дана млађа од њега. Данте се одмах заљубио у њу, како је и остало докле год је била жива, иако се удала за другог - банкара Симонеа деи Бардија 1287. Три године после тога, она је умрла у јуну 1290. са 24 године. Данте је наставио да је воли и поштује и после њене смрти, чак и свог брака са Ђемом Донати 1285, са којом је добио децу. После Беатричине смрти, Данте се посветио дубоком размишљању и писао је песме посвећене успомени на њу. Колекција ових песама са осталима које је записивао у дневнику, постаће Vita Nova.
По аутобиографском Вита Нова, Беатриче и Данте су се сусрели два пута у њиховим животима. Још мање сигурна је нумерологија која лежи иза ових сусрета, око два пута по девет година Дантеовог живота. Ова нумерологија се слаже са Дантеовим честим коришћењем мотива броја 3, који изводи од Светог Тројства. Највероватније је да су та два сусрета са Беатриче она два која испуњавају његову поетску визију, а Беатриче, баш као и Петраркина Лаура губи границу између праве љубави и поетске креације.
По њиховом првом сусрету, Данте је био тако одушевљен њоме да је у Новом животу написао: Ecce Deus fortior me, qui veniens dominabitur mihi. Данте је онда лутао по разним крајевима Фиренце где је мислио да може да наиђе на Беатриче. Када би се то десило, веома се трудио да све његове мисли о Беатриче остану у приватности, чак је писао поезију за друге даме, које је звао „штит(овима)".
Дантеова дворска љубав према Беатриче, наставила се следећих 9 година, пре него што су се опет срели. Овај се сусрет десио на улици, где је она шетала у белом у пратњи две старије даме. Окренула се и поздравила га. Њен поздрав га је тако одушевио да се повукао у собу да би о њој размишљао. Ту је заспао и сањао сан који ће постати тема првог сонета у III поглављу Новог живота. У овом сну му се приказала силна фигура и причала са њиме. Иако није успео да схвати све што му говори, чуо је "Ego dominus tuus". У рукама тог створења била је Беатриче прекривена лаком тканином. Он ју је пробудио и натерао да поједе Дантеово срце:
... Да се као пијан удаљих од људи, и скрасих се у самоћи своје собе, где сам могао размишљати о тој прељубазној. Док сам размишљао о њој, обузео ме благи сан, у коме ми се указала чудесна визија, јер ми се учинило да у својој соби видим облак боје ватре, унутар којега сам разазнавао лик једног госпара таквога изгледа да би се уплашио свако ко га гледа. А приказивао ми се с толико весеља, да је било чудесно;и притом је говорио многе ствари, али које нисам потпуно разумео; између неких разумео сам ово: „Ја сам твој господар“. Чинило ми се да видим како у његовом наручју спава нека особа нага, мада ми се чинило да је била огрнута у бледорујни вео; док сам је веома пажљиво посматрао, схватио сам да је то госпа од спаса, која ме претходног дана била поздравила. А такође ми се чинило да овај у једној од руку држи нешто, све у пламену; и учинило ми се да ми збори ове речи: „Погледај срце своје“. и након што је остао тако неко време, учинило ми се да буди ону која је спавала, и толико се трудио целим својим духом, како би појела оно што је пламтело у његовој руци, и што је она с неверицом јела.
Ово им је био последњи сусрет, пошто је она умрла млада, осам година после у 24, 1290.
Начин на који Данте исказује своју љубав према Беатриче слаже се са ставовима Средњег века о дворској љубави. То је била тајна, неузвраћена и врло поштована форма дивљења другој особи. Међутим, још увек није сигурно шта је Дантеа нагнало да се у њу заљуби. Пошто се о њој мало зна историјски, а о њеној личности још мање, необично је што јесте. Али свакако јесте, а у његовим делима постоји идеја због чега:
"Она је поседовала непресушну драж, била мој благослов, уништитељ свега злог у мени, краљица врлине, спаситељка."
Данте Беатриче види као спасиоца, онога ко је из њега избавио све зло. Он се, можда, због те идеје о њој као сили добра и заљубио у њу, јер је сматрао да га то чини бољом особом. То је врло могуће, јер није нарочито окупиран њеним изгледом - барем не у његовим записима. Описује само њену грађу и „смарагднозелене очи“.

## Утицај на Дантеова дела
Беатричин утицај је био много више од инспирације, јер се појављује као главни лик у два његова дела - Новом животу и Божанственој комедији.
Пошто је у Новом животу већ развио идеју о Беатриче као његовом спасиоцу, ово је наставио у Комедији, у којој се она појављује као његов водич кроз Рај. Ту је описана као „мајчинска, сјајна и утешна“.
Иако њих двоје расправљају о личним темама, то је само Дантеова машта. Нису никада имали контакта, већ је у делима обликована у потпуности по његовој машти, тј. како ју је он видео. Једном ју је и назвао "La gloriosa donna della mia mente" - „Прелепа дама мога ума“.

## Утицај шире
Беатриче Портинари није била само предмет Дантеовог обожавања, већ и код Пре-Рафаелита сликара и песника XIX века. Они су узели инспирацију из „Новог живота“ (који је Росети превео на енглески) и идеализација Беатриче чини велики корпус Росетијевог дела, посебно после смрти његове супруге Елизабет Сидал. Идеализовао је налик Дантеовој Беатриче, посебно на платну "Beata Beatrix".